# Lista de vulcões da Armênia
Esta é uma lista de vulcões ativos e extintos na Armênia.
| Nome            | Elevação | Elevação | Localização                  | Última erupção |
| Nome            | meters   | feet     | Coordenadas                  | Última erupção |
| Monte Aragats   | 4095     | 13,435   | 40° 32′ N, 44° 12′ L         | Holoceno       |
| Dar-Alages      | 3329     | 10,922   | 39° 42′ 00″ N, 45° 32′ 31″ L | 2000 BC        |
| Ghegam Ridge    | 3597     | 11,801   | 40° 16′ 30″ N, 44° 45′ 00″ L | 1900 BC        |
| Tskhouk-Karckar | 3000     | 9842     | 39° 44′ N, 46° 01′ L         | 3000 BC        |
| Porak           | 2800     | 9186     | 40° 01′ N, 45° 47′ L         | 778 BC         |
| Arailer         | 2577     | -        | 40° 14′ N, 44° 16′ L         | -              |
| Arteni          | 2047     | -        | -                            |                |

## Gallery

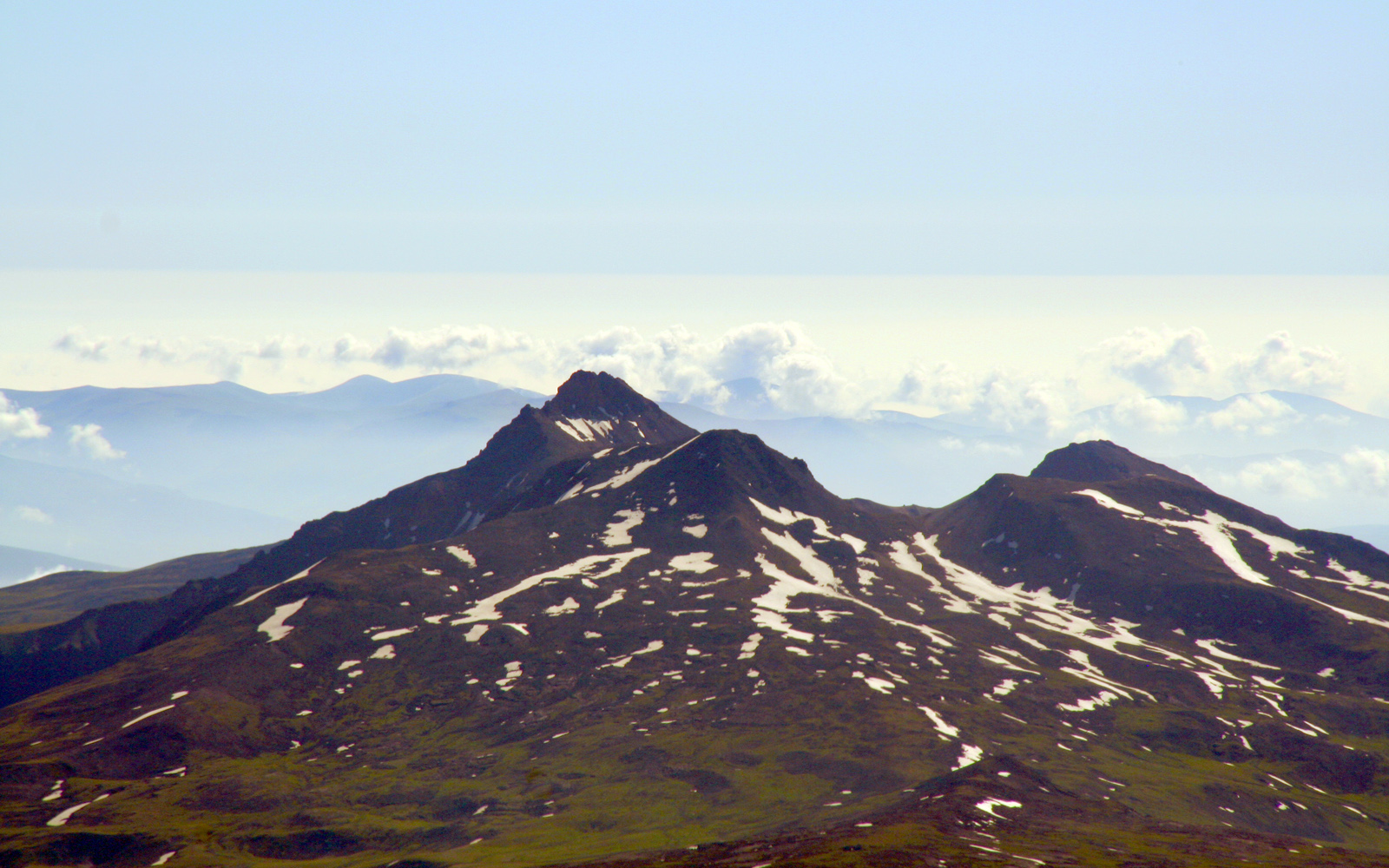
Monte Aragats
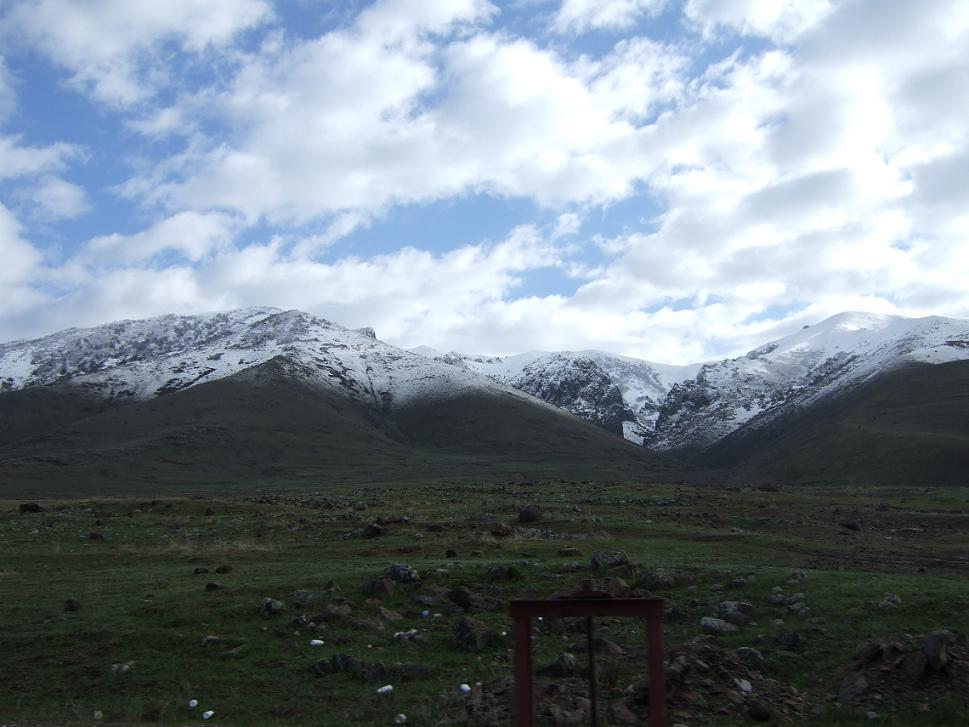
Arailer
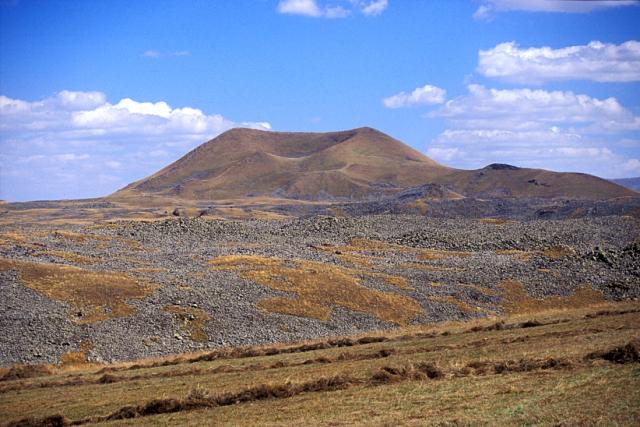
Porak
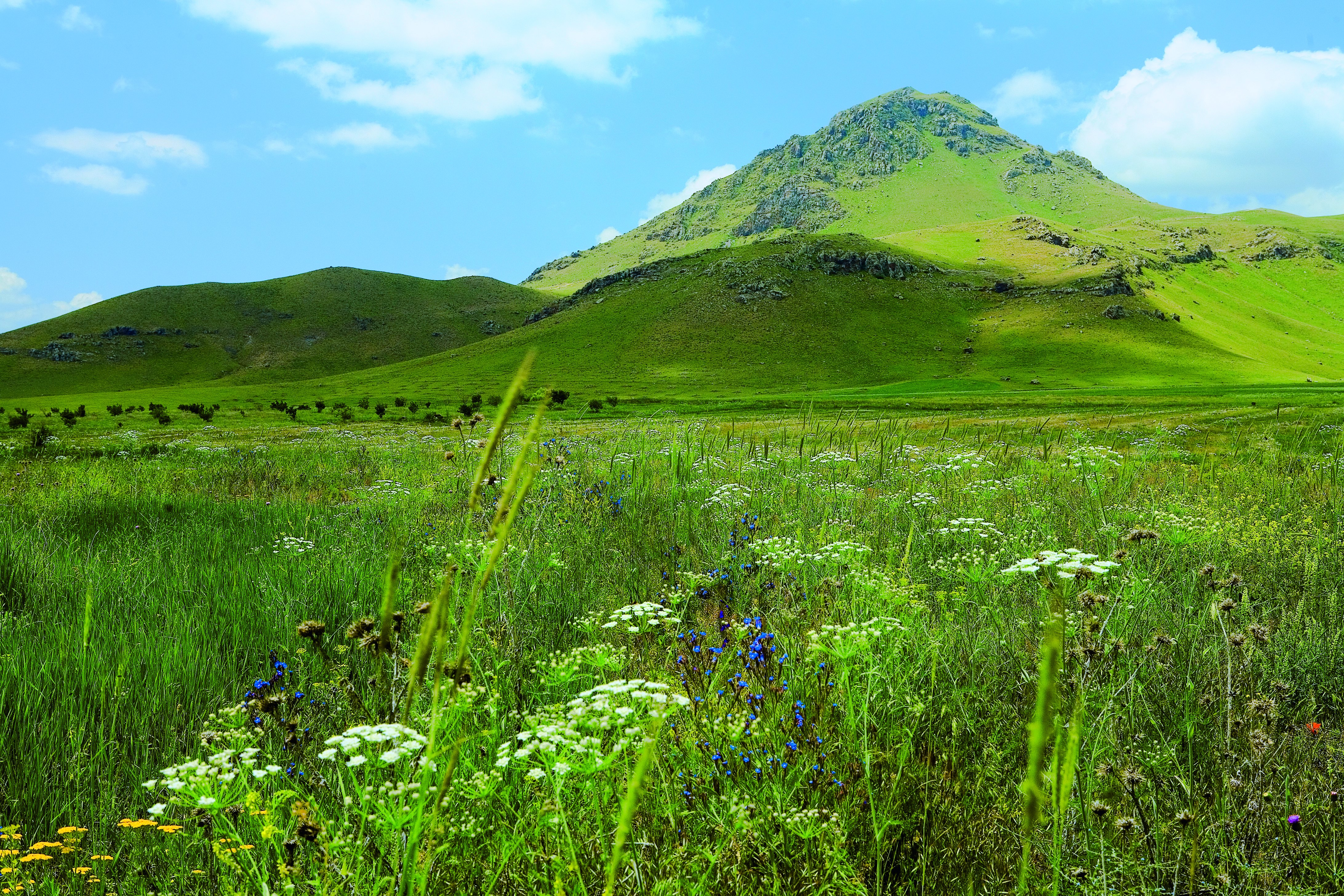
Arteni
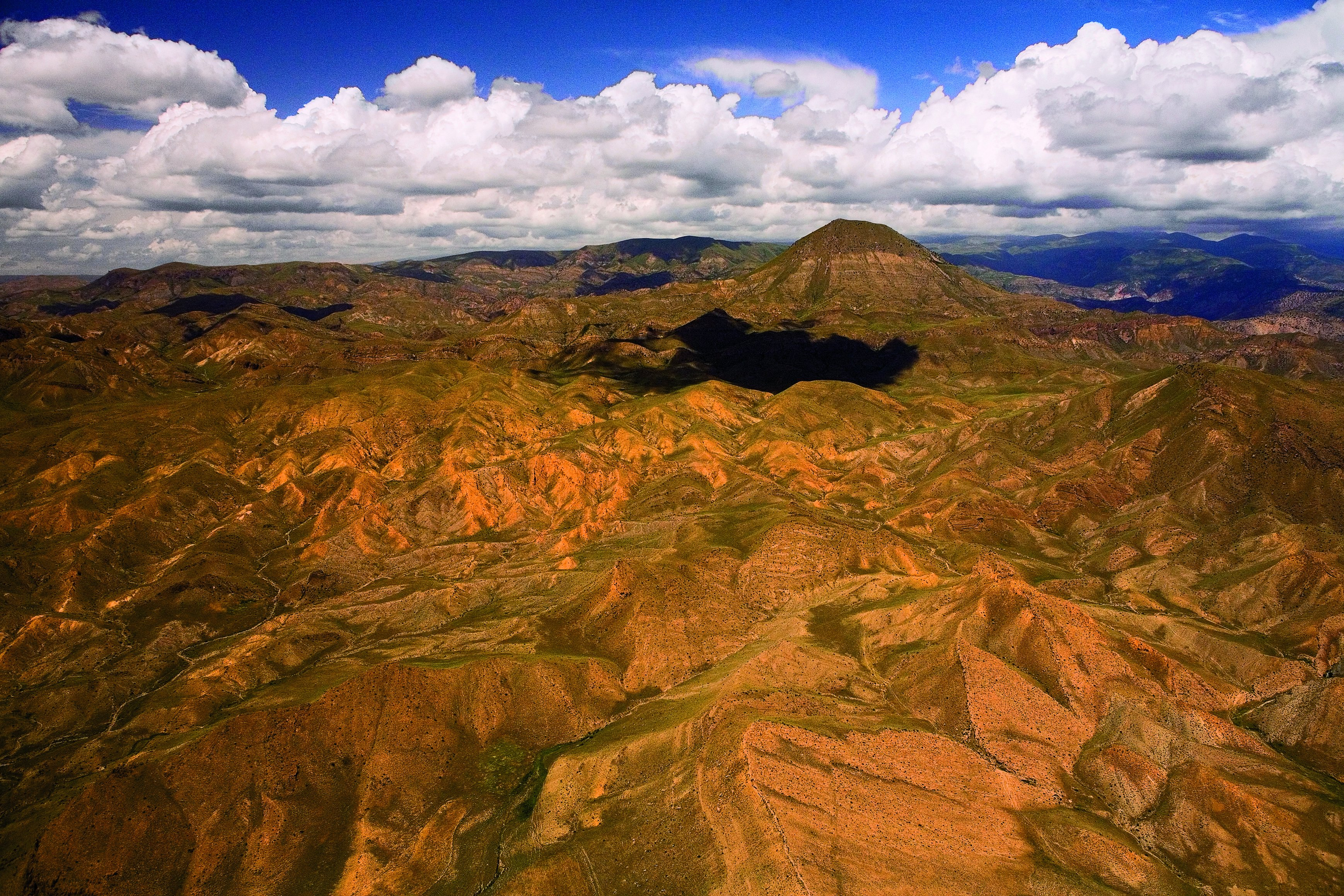
Ghegam Ridge